# Нантікок (Меріленд)
Нантікок (англ. Nanticoke) — переписна місцевість (CDP) в США, в окрузі Вікоміко штату Меріленд. Населення — 209 осіб (2020).

## Географія
Нантікок розташований за координатами 38°15′56″ пн. ш. 75°53′13″ зх. д. / 38.26556° пн. ш. 75.88694° зх. д. (38.265489, -75.886974).  За даними Бюро перепису населення США в 2010 році переписна місцевість мала площу 6,73 км², з яких 6,71 км² — суходіл та 0,02 км² — водойми.

## Демографія
Згідно з переписом 2010 року, у переписній місцевості мешкало 225 осіб у 99 домогосподарствах у складі 66 родин. Густота населення становила 33 особи/км².  Було 163 помешкання (24/км²).
Расовий склад населення:
| - 67,1 % — білих - 28,4 % — чорних або афроамериканців - 0,4 % — корінних американців - 4,0 % — осіб інших рас |

До двох чи більше рас належало 0,0 %. Частка іспаномовних становила 6,2 % від усіх жителів.
За віковим діапазоном населення розподілялося таким чином: 19,1 % — особи молодші 18 років, 57,8 % — особи у віці 18—64 років, 23,1 % — особи у віці 65 років та старші. Медіана віку мешканця становила 48,3 року. На 100 осіб жіночої статі у переписній місцевості припадало 104,5 чоловіків;  на 100 жінок у віці від 18 років та старших — 89,6 чоловіків також старших 18 років.
Середній дохід на одне домашнє господарство  становив 70 710 доларів США (медіана — 73 694), а середній дохід на одну сім'ю — 70 710 доларів (медіана — 73 694). 
Цивільне працевлаштоване населення становило 108 осіб. Основні галузі зайнятості: роздрібна торгівля — 41,7 %, виробництво — 35,2 %, публічна адміністрація — 13,9 %, освіта, охорона здоров'я та соціальна допомога — 9,3 %.